# Förfädernas tempel
Förfädernas tempel (太庙, Tàimiào) är ett historiskt tempel i centrala Peking i Kina.
Templet uppfördes år 1420 under Mingdynastin och ligger precis utanför den Förbjudna staden strax nordost om Himmelska fridens torg. Under Ming- och Qingdynastin användes templet för offer till förfäderna. Offer kunde ske när en ny kejsare tillträdde eller efter lyckade strider. Regelbundna ceremonierna hölls även under årets första, fjärde, sjunde, tionde och tolfte månad.
Centralt i templet finns tre stora hallar och utöver det ett kluster av byggnader uppdelade på tre gårdar separerade med murar.
Templet är från år 1951 en allmän park (Working People's Cultural Palace, 劳动人民文化宫)